# 卢丑
卢丑（？—433年），胡姓豆卢氏，昌黎郡徒河县（今辽宁省锦州市）人，北魏官员。

## 生平
卢丑是襄城王卢鲁元的族人，拓跋焘留守宫廷代为处理国事时，卢丑因为专心好学博学广闻入宫给拓跋焘讲授经书，后来因为担任师傅的旧日恩情被赐予济阴公的爵位。卢丑又加镇军将军，出任尚书，加散骑常侍，外任河内郡太守。延和二年（433年）冬天，卢丑去世。

## 家庭

### 子女
- 卢中山，北魏济阴公